# Ratomir Tvrdić
Ratomir Tvrdić, detto Rato (Spalato, 14 settembre 1943 – Spalato, 20 agosto 2024), è stato un cestista jugoslavo.

## Carriera
Con la Jugoslavia disputò i Giochi olimpici di Monaco 1972, tre edizioni dei Campionati mondiali (1967, 1970, 1974) e quattro dei Campionati europei (1967, 1969, 1973, 1975).

## Palmarès
- YUBA liga: 2

Spalato: 1970-71, 1976-77
- Coppa di Jugoslavia: 3

Spalato: 1972, 1974, 1977
- Coppa Korać: 2

Spalato: 1975-76, 1976-77